# 슈타이어 SSG 69
슈타이어 69년식 저격소총(독일어: Steyr Scharfschützengewehr 69; SSG 69 슈타이어 샤르프쉬첸게베어 젝스 노윈; 에스에스게 젝스 노윈[*])는 오스트리아의 슈타이어사가 개발한 5발들이 회전식 탄창과 지금은 공급이 중단된 10발들이 박스 탄창의 두가지의 급탄 방식을 사용하는 볼트 액션 저격총으로  1969년에 오스트리아의 군대에서 제식화기로서 채용되었다.
슈타이어 SSG는 크게 PⅠ와 PⅡ의 두가지로 나뉘는데, PⅠ에는 녹색 총신에 광학 조준경의 파손등에 대비하여 총열에 기계식 조준기가 부착되어 있고, PⅡ는 검은색 총신이 중형 총열에 오직 광학 조준경에 의지하는 저격총이다. PⅡ의 단축형인 PⅡK는 총열이 20 인치 (508 mm)로 짦게 단축시켜, 시가전에 어울리도록 변형시킨 것이다.
PⅣ는 유럽에서는 SSG SD로 알려진 모델로 16 인치(406 mm) 총열에 탈착 가능한 소염기가 추가되고, 소음기를 달기 쉽도록 개량되었다.

## 기술 자료
| 분류   | PⅠ                           | PⅡ                                           |
| ------ | ---------------------------- | -------------------------------------------- |
| 구경   | .243 윈체스터, .308 윈체스터 | .243 윈체스터, .22-250 레밍턴, .308 윈체스터 |
| 총열   | 650 mm (25.6 인칭)           | 650 mm (25.6 인칭)                           |
| 전장   | 1,150 mm (45.3 인치)         | 1,190 mm (46.8 인치)                         |
| 총신   | 합성 섬유(녹색)              | 합성 섬유(검은색)                            |
| 총열   | 조준기 내장형                | 중형 총열, 비 내장                           |
| 중량   | 4.0 kg (8.1 lb, 8.8 파운드)  | 4,2 kg (9.4 lb, 9.3 파운드)                  |
| 조준기 | 칼레스 ZF69 6x 망원 조준경   | 칼레스 ZF69 6x 망원 조준경                   |

## 같이 보기
- 슈타이어 HS.50
- 슈타이어 IWS 2000